# Simone Opitz
Pour les articles homonymes, voir Opitz.
Simone Opitz (née Bruttig le 3 juillet 1963 à Sonneberg) est une fondeuse allemande.

## Biographie
Simone Opitz compte trois podiums en Coupe du monde dont une victoire.

## Carrière

### Coupe du monde
- Meilleur classement final : 5e en 1986.
  - 3 podiums en épreuve individuelle, dont 1 victoire.

#### Victoires
| Date            | Lieu                 | pays            | Compétition |
| --------------- | -------------------- | --------------- | ----------- |
| 16 janvier 1986 | Nové Město na Moravě | Tchécoslovaquie | 10km TC     |

Légende :

TC = classique

TL = libre

MS = départ en masse

HS = départ avec handicap

PU = poursuite